# Borup Sogn (Randers Kommune)
 Denne artikel omhandler Borup Sogn (Randers Kommune). Der er også andre sogne med dette navn, se Borup Sogn.
Borup Sogn er et sogn i Randers Søndre Provsti (Århus Stift).
Borup Sogn hørte til Støvring Herred i Randers Amt. Borup Sogn udgjorde Borup Kommune fra 1842 til 1970. Kommunen blev ved kommunalreformen i 1970 indlemmet i Randers Kommune (1970-2006) og fortsatte efter strukturreformen i 2006 i den ny Randers Kommune.
I Borup Sogn ligger Borup Kirke.
I sognet findes følgende autoriserede stednavne:
- Bjergby (bebyggelse, ejerlav)
- Bjergbyparken (bebyggelse)
- Borup (bebyggelse, ejerlav)
- Helsted Huse (bebyggelse)
- Helsted Mark (bebyggelse)
- Kondrup (bebyggelse, ejerlav)
- Kondrup Mark (bebyggelse)
- Nørre Borup (bebyggelse)
- Nørre Borup Mark (bebyggelse)
- Vejlager (bebyggelse)